# Болгаро-греческие отношения
Болгаро-греческие отношения — двусторонние дипломатические отношения между Болгарией и Грецией. Благодаря прочным политическим, культурным и религиозным связям между странами (большинство болгар и греков принадлежат к Православной церкви), Греция и Болгария в настоящее время поддерживают прекрасные дипломатические отношения и считаются дружественными нациями.
Греция является решительным сторонником евроатлантической интеграции Болгарии и её присоединения к Шенгенской зоне. Болгария и Греция придерживаются схожих политических взглядов на Балканы, планы расширения Европейского союза и политические процессы в остальном мире, причем Болгария поддерживала греческую позицию по спору об именовании Македонии. Современные отношения между странами были установлены в 1908 году и в настоящее время считаются отличными, несмотря на оккупацию в прошлом странами «оси» (Германией, Италией, Болгарией) территории Греции во время Второй мировой войны. Протяжённость государственной границы между странами составляет 472 км.

## История

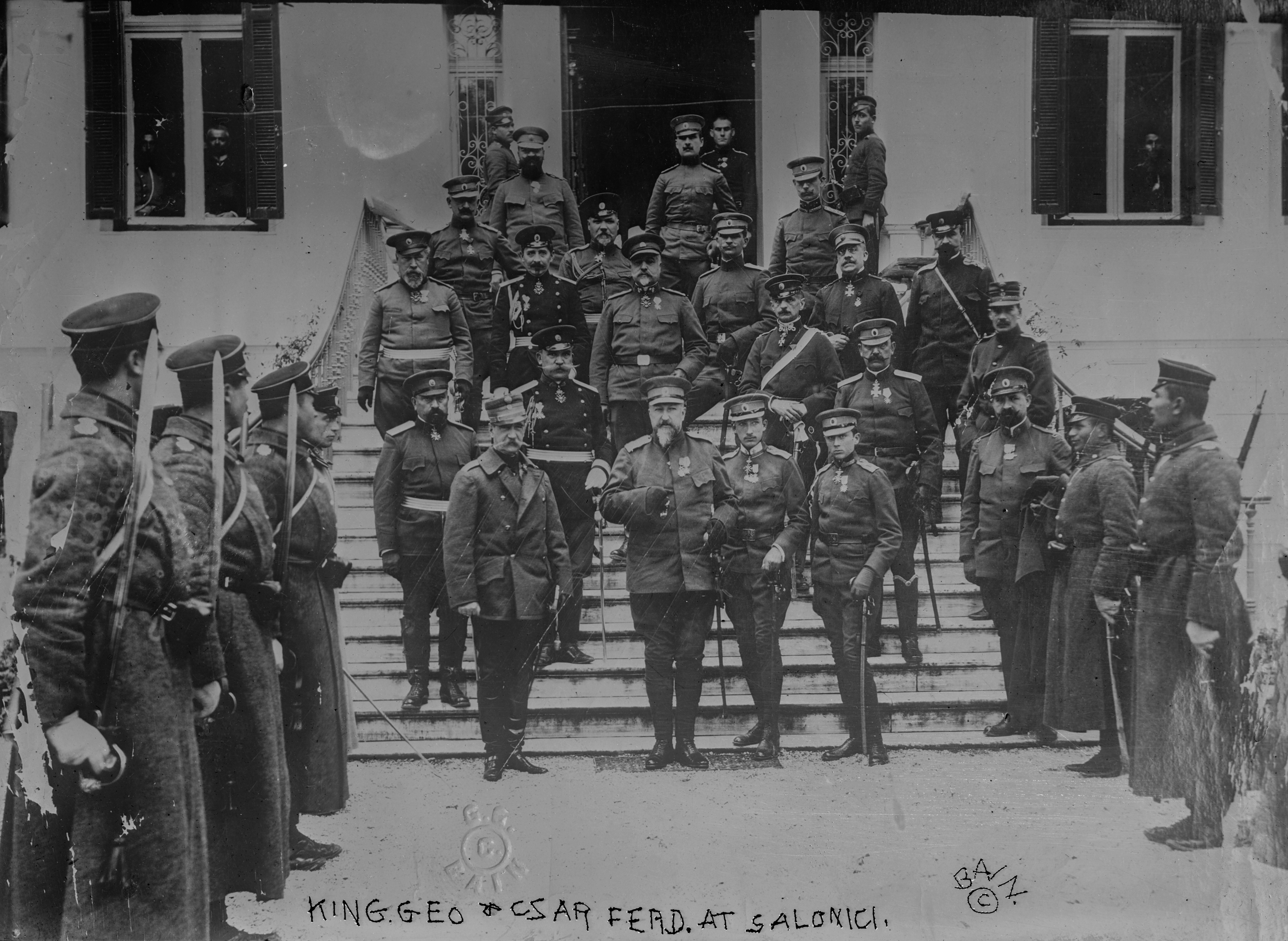
Король Греции Георг I во время посещения царя Болгарии Фердинанда I в штаб-квартире болгарской армии в городе Салоники во время Первой Балканской войны

Общее прошлое этих народов сыграло значительную роль в развитии тесных отношений между двумя странами, начиная со средневековья, между южными славянами и византийскими греками (Византийская империя сыграла видную роль в распространении православия в Болгарии и других странах). Миссионеры Кирилл и Мефодий из города Салоники были основателями глаголицы и первого литературного языка славян, из которого произошёл современный болгарский язык.
В конце XIV — начале XV века Болгария и Греция попали под власть Османской империи почти на пять веков. В этот период Болгарская православная церковь была упразднена, а Патриарх Константинопольский был провозглашён османским султаном духовным лидером всех православных христиан в Османской империи, независимо от их этнической принадлежности. В XIX веке болгары начали борьбу за восстановление автокефальной Болгарской православной церкви, что встретило жёсткое сопротивление со стороны Патриарха Константинопольского. В то время как Болгарская православная церковь была восстановлена в 1872 году, Вселенский патриархат признал её намного позже, в 1945 году, после распада Османской империи и окончания Балканских и мировых войн.

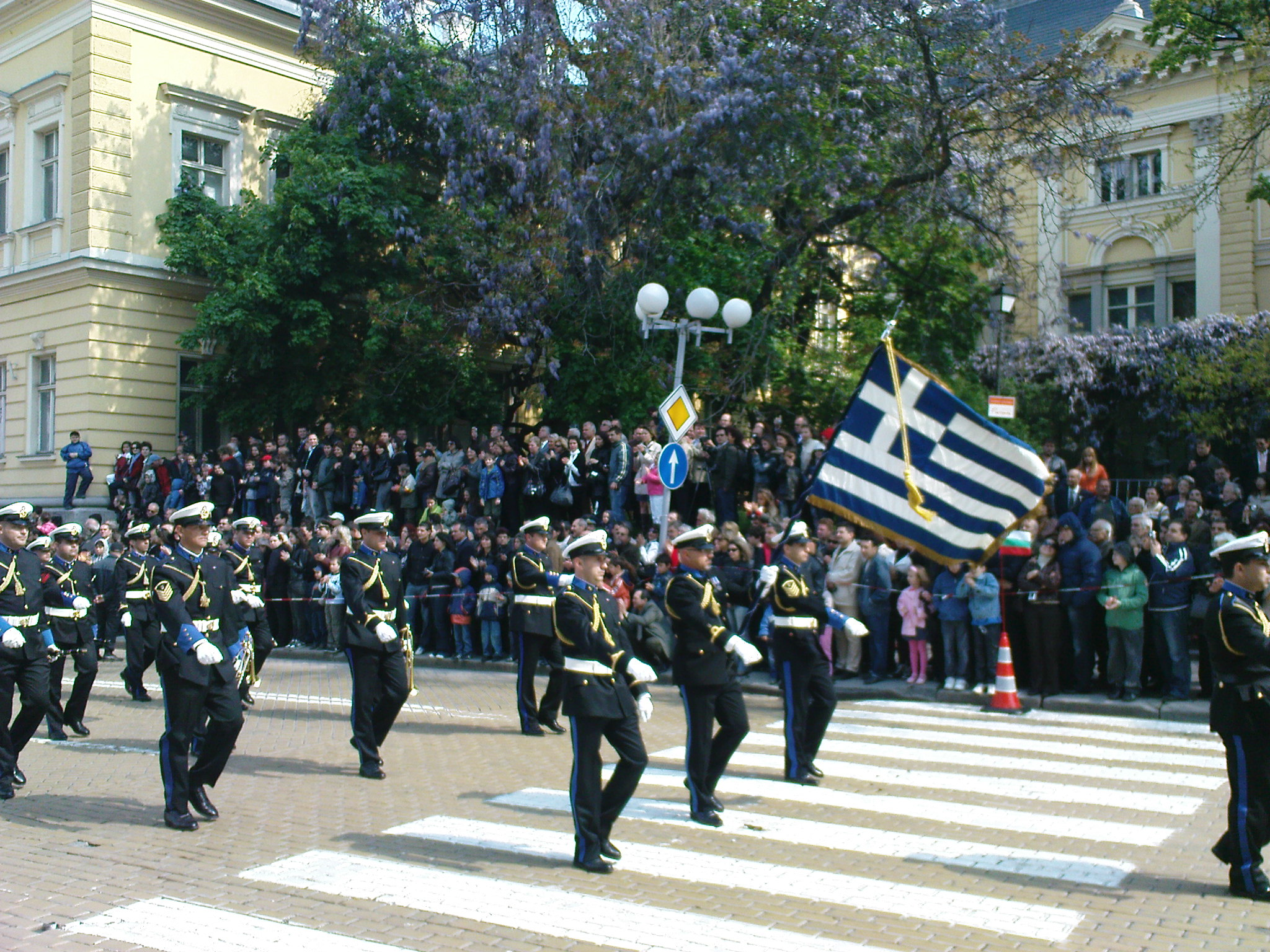
Участие оркестра ВМС Греции в параде в честь Дня армии в Софии в 2009 году

В начале XX века в болгаро-греческих отношения были периоды острой взаимной неприязни. После обретения Болгарией независимости в 1908 году страны участвовали в трех крупных войнах в противоположных коалициях: Второй Балканской войне (хотя они были союзниками в Первой Балканской войне), Балканском театре военных действий Первой мировой войны и Балканской кампанией Второй мировой войны, а также холодной войне. Кроме того, в 1925 году между странами произошла «Собачья война».

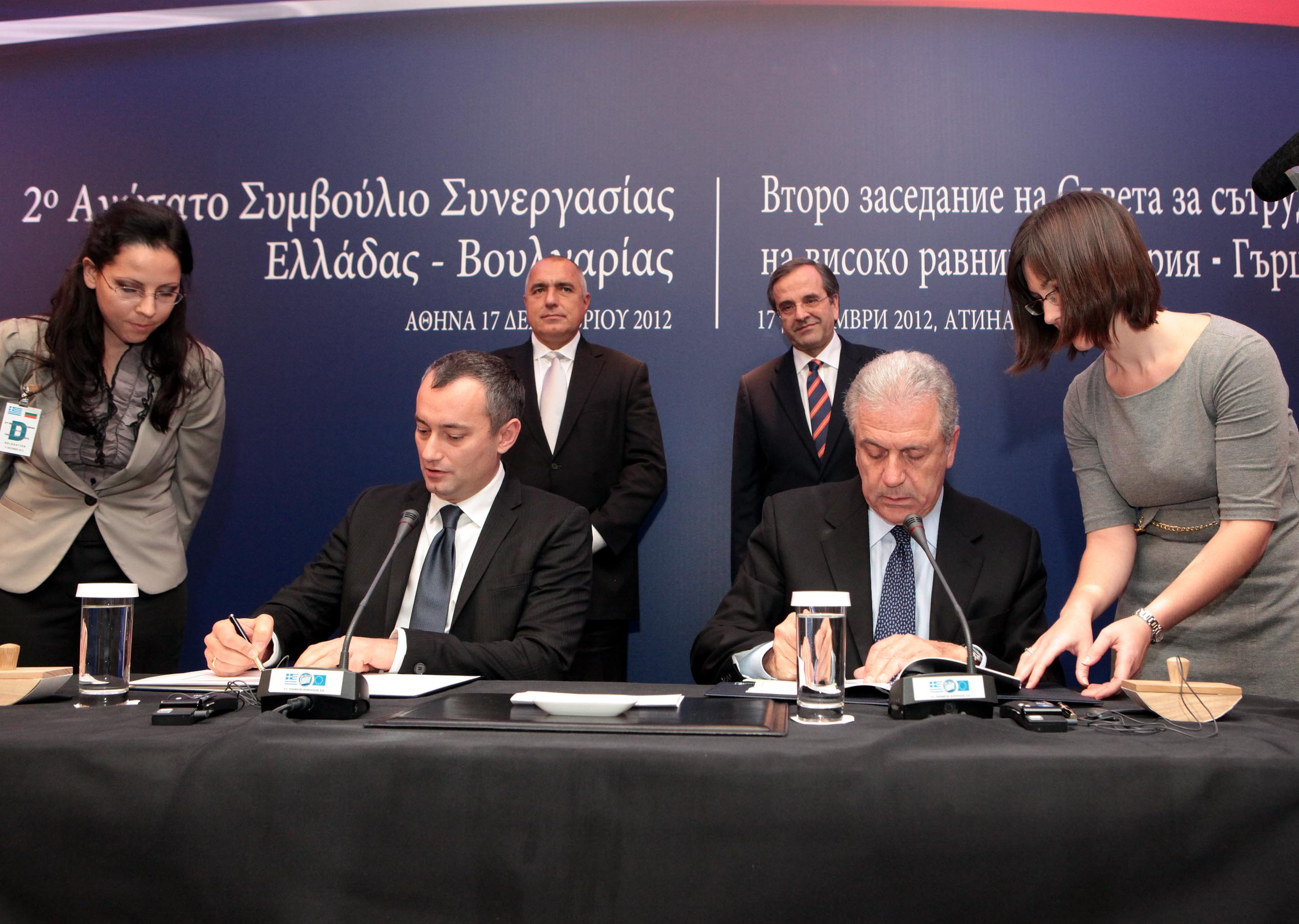
Второй высший совет сотрудничества между Грецией и Болгарией в декабре 2012 года

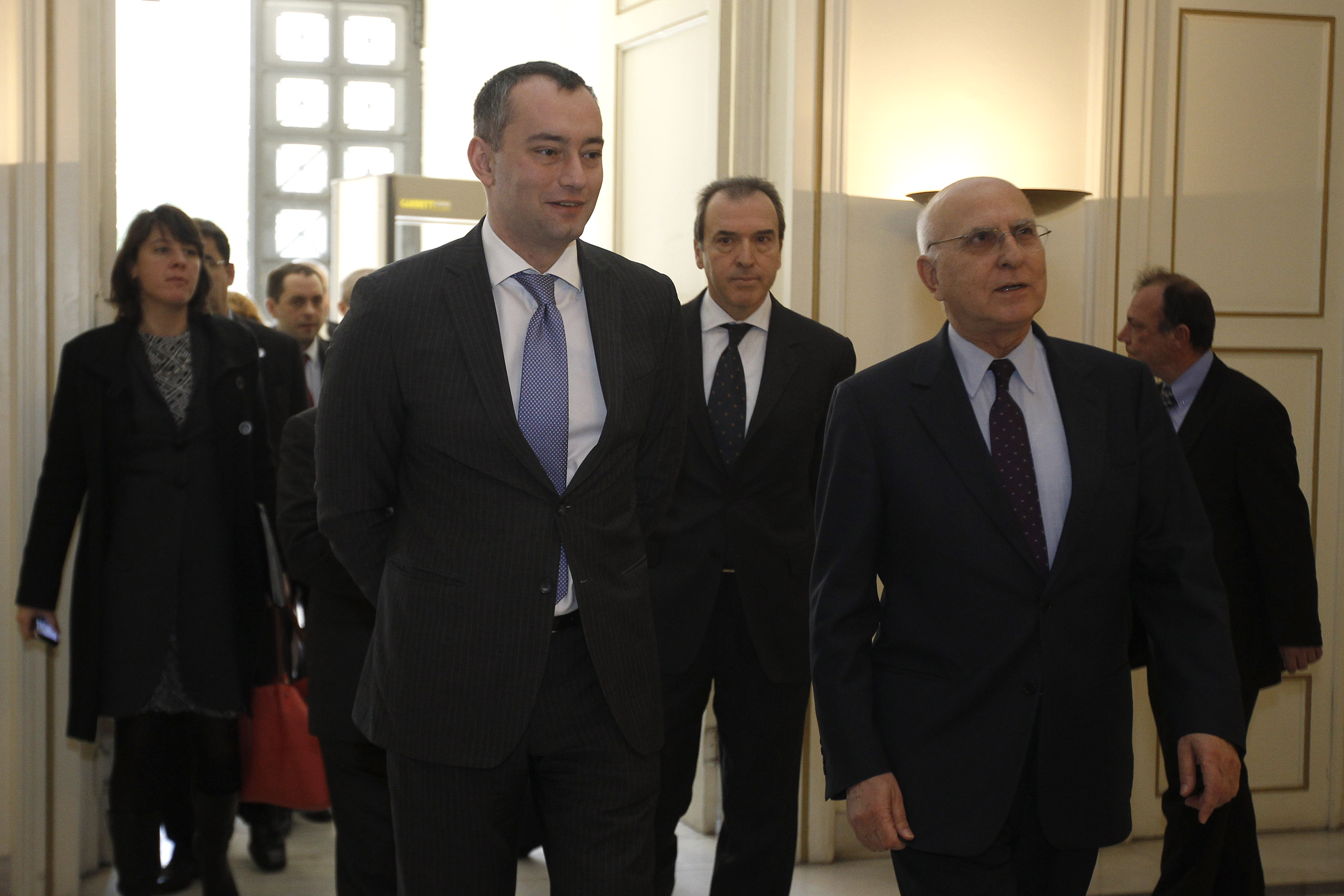
Министр иностранных дел Греции Ставрос Димас и министр иностранных дел Болгарии Николай Младенов

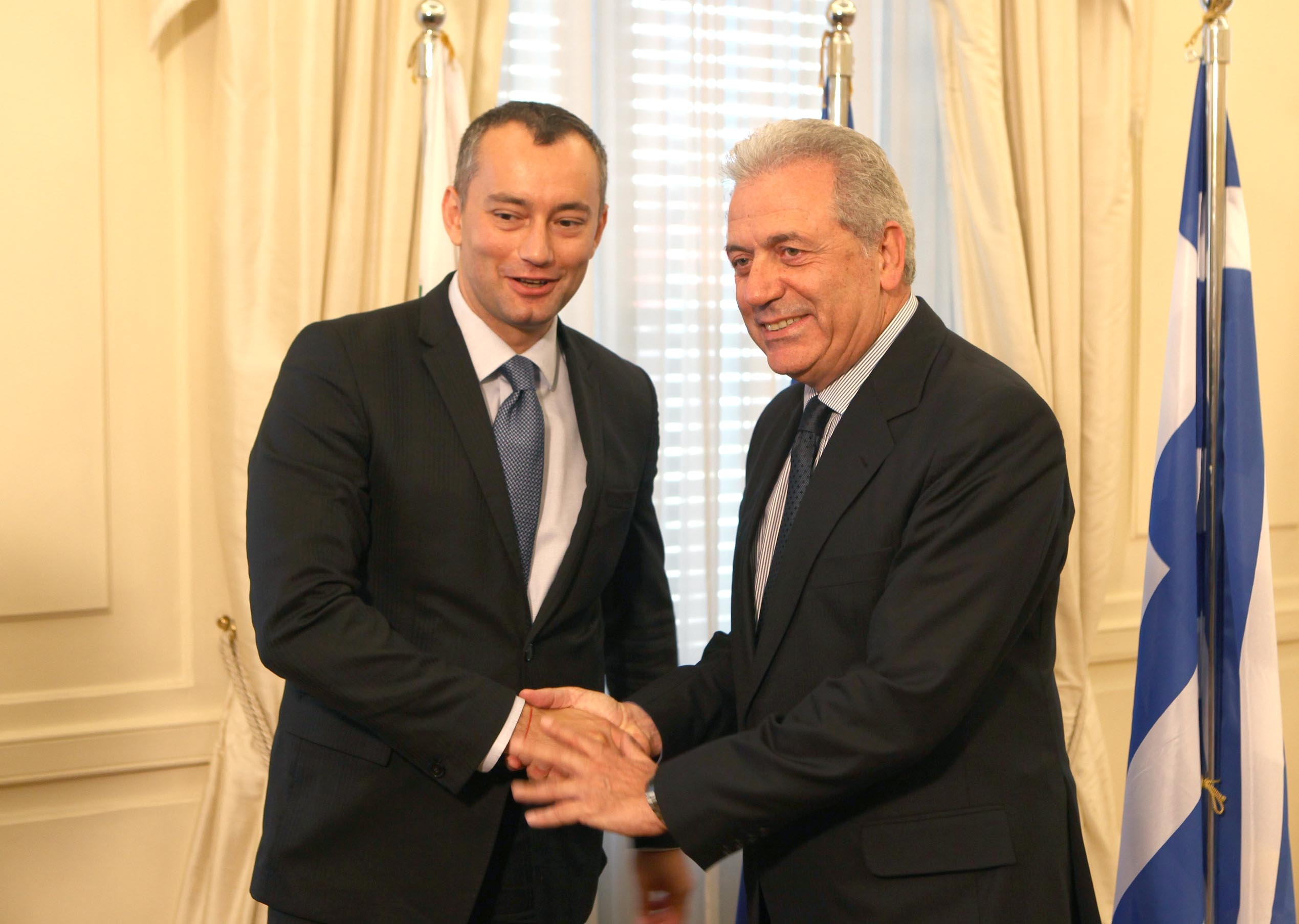
Во время официального визита президента Болгарии Росена Плевнелиева в Грецию министр иностранных дел Греции Димитрис Аврамопулос встретился с министром иностранных дел Болгарии Николаем Младеновым в июле 2012 года

После окончания Второй мировой войны отношения между странами значительно улучшились, как заявил президент Греции Константинос Цацос во время визита болгарского лидера Тодора Живкова в Афины в апреле 1976 года: «старые споры забыты, а топор войны закопан навсегда». Греция являлась твердым сторонником членства Болгарии в Европейском союзе (ЕС) и стала пятым государством-членом ЕС и первым «старым» государством-членом, ратифицировавшим Договор о присоединении. С момента вступления Болгарии в НАТО в мае 2004 года болгаро-греческие отношения развивались по всем направлениям, и министерство иностранных дел Греции охарактеризовало отношения между странами как «отличные». Премьер-министр Болгарии Бойко Борисов осуществил официальный визит в Грецию 17 декабря 2012 года.
В 2018 году рассекреченные документы коммунистической Болгарии раскрыли план по разжиганию конфликта между Турцией и Грецией в 1971 году. Операция под кодовым названием «Крест» заключалась в том, что болгарские секретные агенты должны были поджечь Вселенский патриархат Константинополя и подставить турок. В рассекреченных документах говорится, что «вмешательство» в религиозную организацию могло бы «существенно повредить греко-турецким отношениям и вынудить Соединённые Штаты Америки выбрать одну сторону в последующем кризисе». Кроме того, болгары планировали усилить эффект своей операции против Греции и Турции, проводя «активные меры», «чтобы поставить врага в заблуждение». План был разработан 7-м отделом Первого главного управления Комитета государственной безопасности Болгарии, подписан заместителем начальника управления 16 ноября 1970 года и утвержден его руководителем. Операцию предполагалось подготовить к середине 1971 года, но затем от неё было принято решение отказаться.
22 мая 2019 года в регионе Кирково состоялась церемония закладки фундамента интерконнектора Греция-Болгария, трубопровода, создающего прямую связь между национальными системами природного газа Греции и Болгарии, а именно между регионом Комотини на северо-востоке Греции и регионом Стара Загора на юге Болгарии. Общая длина — 182 км. Примерная стоимость — 220 миллионов евро. Планируемая проектная мощность — 3 млрд кб природного газа в год.

## Сотрудничество в образовании
Греческие и болгарские профессора университетов создали «Греческую образовательную ассоциацию Софии» после краха коммунизма в Болгарии, которая помогает болгарским студентам, изучающим греческий язык. Также «Федерация культурных и образовательных ассоциаций каракачаны Болгарии» помогает 15 000 каракачанам получить образование по греческому языку и культуре. В Болгарии обучается более 2000 греческих студентов в университетах, что составляет одну из крупнейших групп иностранных студентов университетов этой страны.

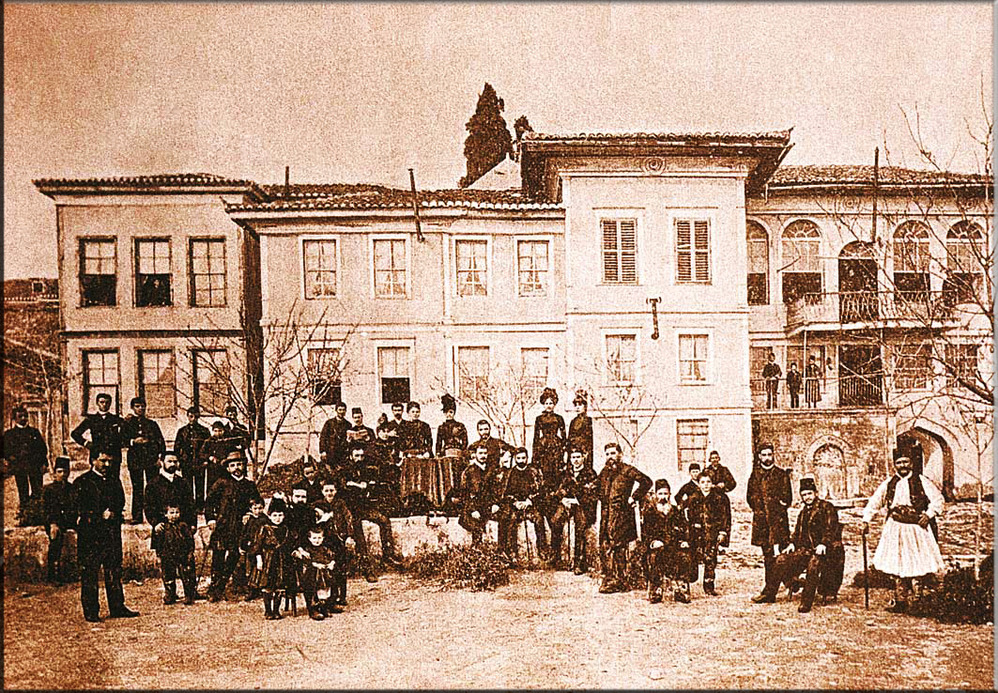
Солунская болгарская мужская гимназия в Салониках, действовавшая с 1880 по 1913 год

## Диаспоры

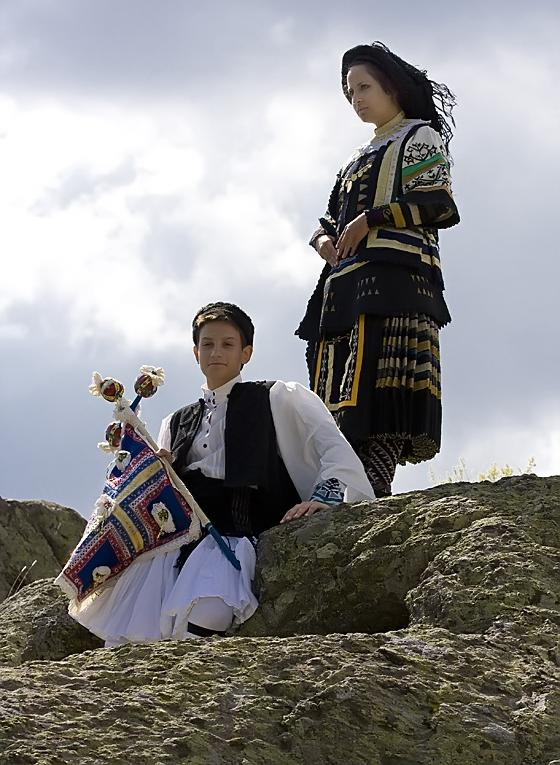
Каракачаны в Котеле, Болгария

Исторически сложилось так, что на территориях, которые сегодня образуют Болгарию и Грецию, проживали значительные греческие и болгарские общины. Эти сообщества сегодня значительно уменьшились из-за обмена населением между странами, которое произошло в соответствии с Нёйиским договором в 1919 году.
В 1900 году греки составляли всего около 80 000 человек (2 % населения), но это меньшинство было заметным в коммерческой деятельности и в культурной жизни Болгарии.

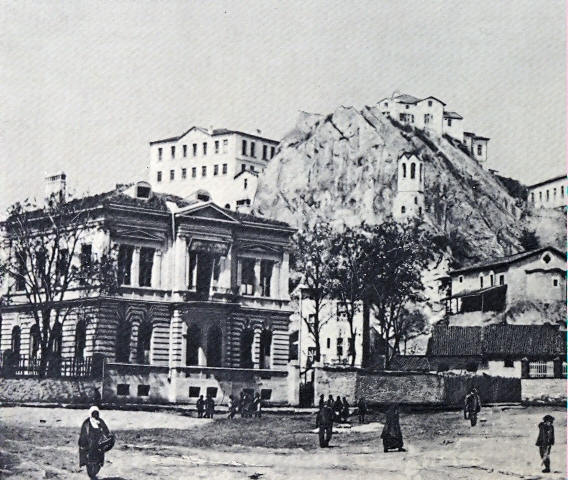
Греческая школа Зарифия в Пловдиве, действовавшая с 1875 по 1906 год

Согласно переписи населения 2001 года, в Греции было 35 104 болгарских гражданина, что составляет 4,7 % от всех иностранцев в Греции. Однако, с тех пор это число увеличилось, так как в 2003—2004 годах болгары составляли 9,8 % от всех владельцев вида на жительство в Греции, из которых 473 были студентами и 2059 были женаты на гражданах ЕС. В 2002—2003 учебном году в греческих государственных школах обучалось 2 873 гражданина Болгарии, не являющихся этническими греками. В Греции существует множество печатных издайний для болгарской общины, в том числе двуязычная газета България днес / Βουλγαρία σήμερα (Болгария сегодня).
Согласно переписи 2001 года, в Болгарии проживало 3408 греков. В это число, скорее всего, входят бывшие политические беженцы, лица подлежащие обмену населения, студенты, бизнесмены и их семьи. Кроме того, было 4 108 каракачанов.

## Официальные визиты
- 5—7 ноября 2003 года. Визит президента Болгарии Георгия Пырванова в Грецию.
- 31 октября — 1 ноября 2002 года. Рабочий визит премьер-министра Болгарии Симеона Борисова Саксен-Кобург-Готского в Афины.
- 13—17 августа 2004 года. Участие премьер-министра Болгарии Симеона Борисова Саксен-Кобург-Готского в церемонии открытия Летних Олимпийских игр.
- 11—13 октября 2004 года. Визит президента Греции Константиноса Стефанопулоса в Болгарию.
- 11 апреля 2005 года. Встреча президентов Болгарии и Греции в Салониках.
- 16 ноября 2004 года. Рабочий визит министра иностранных дел Греции Петроса Моливиатиса в сопровождении заместителей министра иностранных дел Янниса Валинакиса[англ.] и Эврипидиса Стилианидиса в Софию.
- 11 апреля 2005 года. Встреча президента Греции Каролоса Папульяса с президентом Болгарии Георгием Пырвановым в Салониках.
- 19—20 мая 2005 года.  Министр общественного порядка Греции Георгиос Вулгаракис[англ.] посетил страну с двухдневным визитом по приглашению министра внутренних дел Болгарии Георги Петканова[болг.].
- 20—21 мая 2005 года. Визит президента Греции Каролоса Папульяса в Болгарию в рамках Регионального форума по культурным коридорам в Юго-Восточной Европе, который прошёл в Варне.
- 4—5 июля 2012 года. Визит президент Болгарии Росена Плевнелиева в Грецию.
- 17 декабря 2012 года. Визит премьер-министра Болгарии Бойко Борисова в Грецию[10].

## В области экономики
1 октября 2022 года введён в эксплуатацию интерконнектор Греция-Болгария с целью транспортировки газа по территории Греции до Болгарии.

## Дипломатические представительства
- Болгария имеет посольство в Афинах[24].
- Греция содержит посольство в Софии[25].